# Ассоциация украинских мониторов соблюдения прав человека в деятельности правоохранительных органов
Ассоциация украинских мониторов соблюдения прав человека в деятельности правоохранительных органов  (Ассоциация УМДПЛ) — правозащитная организация, которая осуществляет системный всеукраинский мониторинг соблюдения прав человека и основных свобод в деятельности правоохранительных органов.

## История
На протяжении 2005—2010  гг. Министерство внутренних дел Украины при содействии неправительственных организаций создало три институции, важных для установления общественного контроля над деятельностью милиции и её соответствия международным стандартам в области прав человека. К указанным институциям относились:
- Мобильные группы по мониторингу спецучреждений МВД (изоляторы временного содержания, комнаты для доставленных, приемники-распределители для детей) как прототип национального превентивного механизма противодействия пыткам (с 2004);
- Общественный совет по обеспечению прав человека при МВД и его региональных управлениях (с 2005);
- Управление мониторинга соблюдения прав человека в деятельности органов внутренних дел (УМСПЧ) (с 2008). УМСПЧ было уникальным подразделением для Украины, с 2008 по 2010 года выполнявшее, по сути, функции Полицейского омбудсмена.

Деятельность указанных институций строилась в соответствии с требованиями нормативной базы МВД и, несмотря на сопротивление «старой гвардии» из числа руководителей подразделений, обеспечила прозрачность работы органов внутренних дел.
После смены украинского правительства в марте 2010, отношение МВД к соблюдению прав человека существенно изменилось. Одним из первых решений нового министра внутренних дел было упразднение Управления мониторинга соблюдения прав человека, сотрудники которого были уволены в кратчайшие сроки и вопреки всем нормам трудового законодательства.
В этой ситуации активисты правозащитных организаций, совместно с сотрудниками бывшего УМСПЧ, решили сформировать специализированный сектор общественного контроля за правоохранительными органами. Центральное место в работе данного сектора отводилось новой всеукраинской неправительственной организации «Ассоциация украинских мониторов соблюдения прав человека в деятельности правоохранительных органов», созданной в июне 2010 года из числа 29 бывших сотрудников Управления мониторинга соблюдения прав человека в деятельности органов внутренних дел.

## Штат сотрудников
Сегодня Ассоциация имеет официально зарегистрированные филиалы в 16 областях Украины, в работе которых принимают участие более 60 добровольцев. 10 членов Ассоциации имеют продолжительный опыт работы в таких известных украинских общественных организаций, как Украинский хельсинкский союз по правам человека, Харьковская правозащитная группа, Комитет избирателей Украины, Гражданская сеть «ОПОРА». 19 членов Ассоциации являются бывшими сотрудниками ОВД Украины с 20-летним практическим опытом службы в кадровых и штабных подразделениях, службе внутренней безопасности, подразделениях по борьбе с организованной преступностью, университетах внутренних дел.
Олег Мартыненко и Юрий Белоусов входили в состав рабочих групп по обсуждению таких документов, как проект Закона «О национальном комитете по предотвращению пыток», «Национальный план по борьбе с ксенофобией, расовой и этнической дискриминацией в украинском обществе на период 2010—2012 гг.».
Олег Мартыненко, Сергей Швец, Юрий Белоусов, Арсен Османов, Вячеслав Свирец совместно с экспертами других правозащитных организаций приняли участие в реализации таких международных проектов, как:
- «Создание механизмов общественной экспертизы и общественных расследований нарушений прав человека со стороны МВД и уголовно-исполнительной системы.» (Международный фонд «Возрождение», Украинский Хельсинкский союз по правам человека), 2010.
- «Создание системного общественного контроля по соблюдению прав человека в деятельности МВД Украины.» (Международный фонд «Возрождение», Харьковская правозащитная группа), 2010.
- «Понимание прав человека» (ОБСЕ), 2009.

## Деятельность
Основными направлениями деятельности Ассоциации являются:
- контроль за соблюдением прав человека работниками ОВД;
- анализ украинского законодательства в сфере защиты прав человека;
- подготовка аналитических и информационных материалов, связанных с проблематикой соблюдения прав человека;
- популяризация знаний о правах человека среди работников государственных учреждений;
- проведение опросов общественного мнения, направленных на оценку эффективности работы милиции;
- разработка и реализация форм участия общественности в гражданском контроле за соблюдением прав человека в правоохранительной деятельности;
- создание специальной сети мониторов за деятельностью правоохранителей;
- подготовка периодических аналитических отчетов по соблюдению прав человека в украинской милиции.

Предметом мониторинга и анализа являются следующие аспекты:
- Право на жизнь в контексте работы милиции.
- Свобода от пыток и других форм жестокого обращения.
- Право на свободу и личную безопасность.
- Условия содержания под стражей в милицейских учреждениях.
- Право на неприкосновенность частной жизни.
- Доступ к информации, которая находится во владении милиции.
- Свобода мирных собраний.
- Защита от дискриминации, расизма и ксенофобии.
- Защита собственности (от незаконного захвата имущества, транспортных средств, невозвращение имущества, изъятого в качестве доказательств и  т. д.)
- Предупреждение насилия в семье и торговли людьми. Права детей.
- Права беженцев, искателей убежища и мигрантов.
- Права сотрудников милиции. Гендерное равенство в милиции.

## Недавние проекты
- 2011—2012 — проект «Харьковская правозащитная группа» «Мониторинг преступлений на почве ненависти в Украине, защита потерпевших, анализ украинского законодательства и практики по предупреждению преступлений на почве ненависти» при поддержке Фонда «Память, ответственность и будущее».
- 2011—2012 — проект Ассоциации УМДПЛ «Укрепление контроля за полицией гражданским сектором» при поддержке Национального фонда поддержки демократии.
- 2011 — проект международной неправительственной организации «Международный Хельсинкский союз по правам человека» «Создание механизмов общественной экспертизы и гражданских расследований по нарушениям прав человека со стороны МВД и уголовно-исполнительной системы» при поддержке Международного фонда «Возрождение».
- 2011 — проект Ассоциации УМДПЛ «Укрепление гражданского контроля над полицией», при поддержке Посольства Германии на Украине.
- 2010 — проект ОБСЕ «Устойчивое развитие национальных превентивных механизмов против пыток и жестокого обращения на Украине».
- 2010 — проект Харьковской правозащитной группы «Создание постоянного общественного контроля за деятельностью Министерства внутренних дел в области соблюдения прав человека» при поддержке Международного фонда «Возрождение».
- 2010 — «Ликвидация расовой и этнической дискриминации в следственных документах украинской милиции» вместе с Британским Советом, МОМ, МВД, Харьковским институтом социальных исследований.
- 2009—2010 годы — проект «Кампания против пыток и жестокого обращения на Украине» при поддержке Европейской Комиссии.

## Структура
Высшим органом Ассоциации является ежегодное общее собрание. Оно утверждает финансовые и общие отчеты, избирает членов и председателя правления, ревизионный и наблюдательный советы. Годовое общее собрание также обсуждает вопросы, касающиеся стратегии развития организации.

## Сотрудничество
Организация сотрудничает с другими организациями в сфере прав человека, среди которых Украинский Хельсинкский союз по правам человека, Харьковская правозащитная группа, Международный женский правозащитный центр «Ла Страда Украина» и др.

## Публикации Ассоциации УМДПЛ
- (укр.)Асоціація українських моніторів з дотримання прав людини в діяльності правоохоронних органів. Права людини в діяльності української міліції — 2010 рік / Захаров Є.Ю. — Київ—Харків: Права людини, 2011. — 276 с. — 1000 экз. — ISBN 978-617-587-015-0. Архивировано 29 июня 2012 года.
- (укр.)Управління моніторингу дотримання прав людини в діяльності органів внутрішніх справ МВС України. Права людини в діяльності української міліції — 2009 рік / Бєлоусов Ю.Л., Левченко К.Б., Мартиненко О.А.. — Харків: Права людини. — 380 с. — 1000 экз. — ISBN 978-966-8919-96-1. Архивировано 29 июня 2012 года.
- (укр.)Управління моніторингу дотримання прав людини в діяльності органів внутрішніх справ МВС України. Права людини в діяльності української міліції — 2008 рік / Бєлоусов Ю.Л., Левченко К.Б., Мартиненко О.А.. — Харків: Права людини. — 296 с. — 1000 экз. — ISBN 978-966-8919-62-6. Архивировано 28 июня 2012 года.